# Пол Бърг
 Пол Бърг (на английски: Paul Berg) е американски биохимик, лауреат на Нобелова награда за химия от 1980 г. Той е професор емерит в Станфордския университет.

## Ранен живот и образование
Бърг е роден на 30 юни 1926 г. в Бруклин, Ню Йорк в семейството на руските евреи Сара Бродски, домакиня, и Хари Бърг, производител на дрехи. Бърг завършва средното си образование в Ню Йорк през 1943 г., а през 1948 г. получава бакалавърска степен по биохимия от Университета на щата Пенсилвания. След това записва докторантура по биохимия в Западния резервен университет Кейс, откъдето завършва през 1952 г.

## Научна дейност
След като приключва с висшето си образование, Бърг прекарва две години в постдокторантура към Американското онкологично общество, работейки в Института за цитофизиология в Копенхаген, Дания, както и в Училището по медицина към Вашингтонския университет в Сейнт Луис, Мисури. Във Вашингтонския университет работи заедно с Артър Корнбърг. Бърг работи също и като научен сътрудник към Кеймбриджкия университет. В периода 1955 – 1959 г. преподава като професор във Вашингтонския университет. През 1959 г. се премества в Станфордския университет, където преподава биохимия до 2000 г. и служи като директор на Центъра за молекулярна и генетична медицина Бекман в периода 1985 – 2000 г. След като се пенсионира от административните и преподавателските си постове, той продължава с изследванията си.
Изследванията на Бърг включват използването на радиоизотопни маркери за изучаване на междинния метаболизъм. Това води до изясняване на механизма, по който хранителните вещества се превръщат в клетъчни материали. Той е един от първите учени, демонстрирали, че фолиевата киселина и витамин B12 играят роля в преобразуването на мравчена киселина, формалдехид и метанол до напълно редуцирани състояния на метилови групи в метионин.
Бърг е най-известен с основополагащата си работи върху генния сплайсинг на рекомбинантна ДНК. Той е първият учен, който успява да създаде молекула, съдържаща ДНК от два различни вида. Това е фундаментален етап от развитието на съвременното генно инженерство. След като разработва техниката, Бърг я използва за проучванията си върху вирусните хромозоми. През 1980 г. е удостоен с Нобелова награда за химия за фундаменталните си изследвания върху биохимията на нуклеиновите киселини, в частност на рекомбинантната ДНК. През 1983 г. е награден с Национален научен медал.
През последните години, Бърг участва в публичната политика за биомедицинските въпроси, включващи рекомбинантна ДНК и ембрионални стволови клетки. Публикува книга за генетика Джордж Бидъл.